# Belvosia vittata
Belvosia vittata är en tvåvingeart som beskrevs av Aldrich 1928. Belvosia vittata ingår i släktet Belvosia och familjen parasitflugor.
Artens utbredningsområde är Paraguay. Inga underarter finns listade i Catalogue of Life.